# Eurobarometro

Gli Stati d'Europa interessati dall'Eurobarometro (2024)

L'Eurobarometro è una serie di sondaggi di opinione pubblica condotti regolarmente per conto della Commissione europea a partire dal 1973. Questi sondaggi affrontano una vasta gamma di questioni di attualità relativi all'Unione europea all'interno di tutti i suoi Stati membri.
I risultati dell'Eurobarometro, il cui primo studio fu realizzato dal francese Jacques-René Rabier, sono stati pubblicati dalla direzione generale della comunicazione della Commissione europea. Il suo database è uno dei più grandi al mondo. I sondaggi sono condotti da TNS Opinion.

## Precursori dell'Eurobarometro
Negli anni 1970 e 1971, la Commissione europea condusse indagini negli allora sei paesi membri della Comunità economica europea (Belgio, Francia, Germania Ovest, Italia, Lussemburgo e Paesi Bassi) al fine di valutatare l'opinione pubblica sulle singole priorità nazionali e sulle funzioni e organizzazioni europee integrate, tra cui il mercato europeo comune.
Nel settembre del 1973 ebbero inizio i sondaggi a cadenza semestrale, negli stati membri, a cui nel frattempo si erano aggiunte la Danimarca, l'Irlanda e il Regno Unito. Dal 1974 queste serie di sondaggi sono indicate con il nome di Eurobarometro. Le ricerche sul campo del primo Eurobarometro furono condotte ad aprile-maggio dello stesso anno mentre i risultati vennero pubblicati a luglio.

## Edizioni dell'Eurobarometro

### Eurobarometro Standard
L'Eurobarometro Standard è una serie di sondaggi transnazionali e longitudinali concepita per confrontare le varie opinioni all'interno degli stati membri dell'Unione europea.
L'edizione Standard si svolge due volte l'anno, una in autunno e una in primavera. Nonostante il numero delle domande sia aumentato nel corso degli anni, il programma cerca di mantenere la maggior parte del sondaggio invariato per far sì che le varie edizioni possano essere confrontate in seguito.  Dall'edizione autunnale del 2004 i sondaggi vengono condotti da TNS Opinion.

### Eurobarometro Speciale
A partire dall'edizione 34 del 1990 sono stati introdotti in quasi tutte le edizioni sondaggi separati su argomenti complementari a quelli dell'edizione Standard.
Le domande di queste edizioni riguardano sempre argomenti di prospettiva europea. Alcuni temi ricorrenti affrontati sono l'agricoltura, le biotecnologie, l'energia, l'ambiente, la famiglia, i giovani, gli anziani, la salute, l'immigrazione, la povertà, l'identità regionale, la scienza, la tecnologia, le condizioni di lavoro, le abitudini dei consumatori, traffico urbano, religioni ecc.

### EurobarometroFlash
L'edizione Flash è stata introdotta dalla Commissione europea negli anni novanta. Consiste in interviste telefoniche effettuate in un lasso di tempo relativamente breve e su un argomento specifico. Un'edizione Flash può essere richiesta dalla Commissione o da qualsiasi altra istituzione ufficiale dell'Unione europea. Il principale vantaggio rispetto all'edizione Standard è la possibilità di fornire risultati nell'immediato. Un esempio di edizione Flash è stato effettuato nell'aprile del 2004 nei dieci stati entrati nell'Unione europea in quell'anno per capire la loro opinione sull'introduzione dell'Euro.

### Eurobarometro Qualitativo
Le indagini qualitative dell'Eurobarometro hanno l'obiettivo di investigare sulle motivazioni, sui sentimenti e sulle reazioni di determinati gruppi sociali su un determinato tema o concetto, ascoltando e analizzando modi di esprimersi o interviste indirette. Queste vengono effettuate su richiesta di un'istituzione dell'UE.

### Eurobarometro dei Paesi candidati
Nell'ottobre del 2001 la Commissione europea ha lanciato una serie di domande nei 13 paesi candidati ad entrare nell'Unione europea per conoscere l'opinione su un'eventuale integrazione fra questi paesi e l'UE. Questi sondaggi sono stati condotti dalla compagnia Gallup Hungary in Bulgaria, Cipro, Repubblica Ceca, Estonia, Ungheria, Lettonia, Lituania, Malta, Polonia, Romania, Slovacchia, Slovenia e Turchia. Dopo l'allargamento dell'Unione europea tra il 2004 e il 2007, tutti gli Stati suddetti (eccettuata la Turchia) sono diventati membri UE, e quindi da allora vi sono condotte edizioni standard dell'Eurobarometro.
L'Eurobarometro è stato attuato almeno una volta, benché più saltuariamente, anche in quasi tutti Paesi candidati (Albania, Bosnia ed Erzegovina, Georgia, Macedonia del Nord, Moldavia, Montenegro, Serbia e infine Turchia inclusa la comunità turca di Cipro del Nord, Stato non riconosciuto) per analizzare gli usi e le opinioni delle rispettive società. L'unica eccezione finora è l'Ucraina (Paese candidato dal 2022, a seguito della sua invasione da parte della Russia, e da allora teatro di guerra).